# Red Dead Redemption: Undead Nightmare
Red Dead Redemption: Undead Nightmare – oficjalny zestaw dodatków do gry Red Dead Redemption osadzonej w realiach dzikiego zachodu. Gra została stworzona przez studio Rockstar San Diego i wydana przez Rockstar Games na konsole Xbox 360 oraz PlayStation 3 23 listopada 2010 roku.
Red Dead Redemption: Undead Nightmare jest zestawem czterech rozszerzeń oraz nie wymaga do uruchomienia podstawowej wersji gry.

## Rozgrywka
Red Dead Redemption: Undead Nightmare przedstawia graczowi otwarty świat, w którym można poświęcić czas na eksplorację, interakcję ze środowiskiem lub walkę z uzbrojonymi przeciwnikami. Podróżowanie odbywa się głównie konno. Podczas eksploracji pojawiają się wydarzenia losowe niezależne od głównego wątku fabularnego, w których gracz może wziąć udział. Są to na przykład ataki dzikich zwierząt, zasadzki, strzelaniny. Do dyspozycji gracza zostały również oddane różnego rodzaju minigry, m.in. poker, blackjack.
Głównym aspektem gry jest walka przy pomocy różnych rodzajów broni dostępnych na przełomie XIX i XX wieku. Bohater ma do dyspozycji rewolwery, lasso, karabiny, strzelby, karabiny snajperskie. Lasso umożliwia graczowi chwytanie i wiązanie ludzi lub zwierząt oraz ich przenoszenie. Dostępna jest również unikatowa broń – tzw. „blunderbuss”. Umożliwia ona graczowi strzelanie resztkami ciał zabitych zombie.
Bohater gry posiada specjalną umiejętność „Dead-Eye”. Pozwala ona na spowolnienie czasu i wybranie jednego lub wielu miejsc, w które ma zostać oddany strzał. Umiejętność ta jest ograniczona czasowo i wymaga regeneracji po każdym wykorzystaniu.
Red Dead Redemption zawiera system bycia poszukiwanym wzorowanym na serii Grand Theft Auto. Jeśli przy dokonaniu przestępstwa będą świadkowie, to jeden z obecnych może zgłosić to do szeryfa. Gracz może ich jednak przekupić lub zabić zanim odnajdą szeryfa. Jeśli zdążą go odnaleźć to pojawi się informacja, że gracz jest ścigany i za każde kolejne popełnione przestępstwo będzie rosnąć nagroda za schwytanie bohatera – a to zwiększa liczbę osób próbujących złapać gracza. Jeśli gracz dokona zbyt poważnych przewinień, to do próby aresztowania dołączają się przedstawiciele U.S. Marshals, którzy będą go ścigać za każdym razem gdy na niego natrafią.

## Specyfikacja dodatków
- Undead Nightmare wprowadza do gry nową kampanię dla pojedynczego gracza, w której John Marston poszukuje lekarstwa na trwającą właśnie plagę zombie. Dodatek wprowadza poza nieumarłymi ludźmi również zwierzęta zombie oraz nowe zdarzenia losowe, takie jak na przykład ratowanie ludzi nie wykazujących objawów zainfekowania. Dodano również nowy tryb wieloosobowy Undead Overrun, w którym należy bronić się przed kolejnymi hordami nieumarłych[2].
- Outlaws To The End pozwala na grę w sześciu nowych misjach wieloosobowych polegających na współpracy.
- Legends and Killers dodaje 9 nowych lokacji oraz 8 postaci do trybu wieloosobowego. Udostępnia również dodatkową broń rzucaną - tomahawk.
- Liars and Cheats udostępnia minigry w trybie wieloosobowym, wyścigi konne, nowe postaci oraz tryb wieloosobowy polegający na walkach o kryjówki gangów.

## Ścieżka dźwiękowa
| #   | Tytuł                            | Długość |
| --- | -------------------------------- | ------- |
| 1.  | "Undead Nightmare"               | 1:07    |
| 2.  | "Zombie Corpseplay"              | 2:53    |
| 3.  | "Get Back In That Hole, Partner" | 2:36    |
| 4.  | "Army of the Undead"             | 2:23    |
| 5.  | "Chupacabra"                     | 3:19    |
| 6.  | "Zombie Peyote"                  | 1:41    |
| 7.  | "Ojo Muerto"                     | 1:49    |
| 8.  | "Blunderbuss Blues"              | 1:58    |
| 9.  | "Four Horses of the Apocalypse"  | 5:03    |
| 10. | "Blackwater, USA"                | 5:21    |
| 11. | "Undead Redemption"              | 1:42    |
| 12. | "Missing Souls"                  | 1:32    |
| 13. | "A Man Ready for Anything"       | 1:57    |
| 14. | "Showdown in Escalera"           | 2:43    |
| 15. | "Bad Voodoo"                     | 3:41    |
| 16. | "Dead Man Walking"               | 3:52    |
| 17. | "Dead Sled"                      | 2:09    |
| 18. | "Stinkin' Zombies"               | 3:11    |